# Faye Wong
Faye Wong, eller Wang Fei (Kinesisk:王菲, pinyin:Wáng Fēi) (født 8. august 1969 i Beijing) er en sangerinde og skuespiller, der er meget populær i Asien, særligt i Kina, Taiwan, Hong Kong, Singapore, Malaysia og Japan.
Som skuespiller er hun bedst kendt for filmene: Hong Kong Express (også kaldet Chungking Express) og 2046.
Hun synger sangen "Eyes On Me", der er den gennemgående sang i computerspillet Final Fantasy VIII. Efter computerspillet kom ud blev sangen "Eyes On Me" også udgivet på en single, der solgte i over 400.000 eksemplarer i Japan.